# Had a Dream (Sleeping with the Enemy)
Had a Dream (Sleeping with the Enemy) is een nummer van de Britse muzikant Roger Hodgson. Het is de eerste single van zijn eerste soloalbum In the Eye of the Storm uit 1984. In oktober dat jaar werd het nummer op single uitgebracht.

## Achtergrond
De plaat was de eerste welke Hodgson zonder zijn band Supertramp uitbracht. In Hodgson's thuisland het Verenigd Koninkrijk flopte de plaat, maar in de Verenigde Staten, Australië, Zwitserland en Nederland werd de plaat wél een bescheiden hit.
In Nederland werd de plaat op maandag 8 oktober 1984 door dj Frits Spits en producer-invaller Tom Blomberg in het radioprogramma De Avondspits verkozen tot de 318e NOS Steunplaat van de week op Hilversum 3 en werd en radiohit in de destijds drie landelijke hitlijsten op de nationale publieke popzender. De plaat bereikte de 33e positie in de Nationale Hitparade, de 39e positie in de Nederlandse Top 40 en de 34e positie in de TROS Top 50. In de Europese hitlijst op Hilversum 3, de TROS Europarade, werd géén notering behaald.
In België behaalde de plaat géén notering in zowel de voorloper van de Vlaamse Ultratop 50 als de Vlaamse Radio 2 Top 30. Ook in Wallonië werd géén notering behaald. 